# Arajamugh
Arajamugh (in armeno Առաջամուղ?) è un villaggio modello situato in Azerbaigian, fino al 2020 nella repubblica di Artsakh, già repubblica del Nagorno Karabakh, fondato nel 2004 dalla Fondazione Tufenkian, in collaborazione con il Dipartimento di reinsediamento e rifugiati dello Stato.
Nel 2015 il villaggio contava 117 abitanti e la comunità di Arajamugh comprendeva 35 persone nel villaggio di Araksavan, a 11 km da Arajamugh.
Il villaggio fa amministrativamente parte del distretto di Cəbrayıl, fino al 2020 alla regione di Hadrut.

## Storia
Dal 2014, il villaggio disponeva di 19 case con 85 abitanti, tra cui nativi del Karabakh ed ex rifugiati dall'Azerbaigian. Arajamugh dispone anche di una scuola e possiede servizi di acqua ed elettricità. I progettisti del villaggio prevedevano non solo la costruzione di case e infrastrutture, ma anche l'opportunità per i residenti di sviluppare mezzi di sussistenza per se stessi. Tenendo presente questo obiettivo, la Fondazione Tufenkian ha piantato sette ettari di frutteti di melograno, che erano coltivati attivamente.
Il villaggio negli anni 2010 continuò a crescere e svilupparsi, anche con ulteriore sostegno di fondazioni della Diaspora armena, e superò i duecento abitanti. Nel 2015 furono ristrutturate facciate per tutte le case, la scuola del villaggio e l'ufficio del sindaco. Nel 2016 iniziò una nuova fase di costruzioni di alloggi abitativi ed aumentò la superficie di terreno coltivato. Nel 2017, a causa dell'aumento del numero di scolari che la frequentano, venne ampliata la scuola con l'aggiunta di nuove classi.
Il villaggio fu ricatturato dalle forze armate azere il 20 ottobre 2020, durante la seconda guerra del Nagorno Karabakh.